# Cencio Rustici
Cencio Rustici (Roma, 1380-1390 – Roma, 24 luglio 1445) è stato un umanista italiano, esponente dell'umanesimo romano.

## Biografia
Cencio Rustici nacque probabilmente a Roma tra il 1380 e il 1390, figlio di Paolo di Cencio, e si trovava già al servizio di papa Innocenzo VII (1404-1406), uno dei primi pontefici a valutare positivimanete la portata del pensiero umanistico. Allievo di Francesco da Fiano e di Emanuele Crisolora, Cencio Rustici nel 1411 risultava essere scrittore apostolico del papa pisano Giovanni XXIII (1410-1415) prima, e poi di papa Martino V (1417-1431). Divenuto un funzionario della corte pontificia, cosa che gli permise di avere una sicura posizione economica, Cencio Rustici a partire dal 1415 insegnò privatamente greco antico (che aveva appreso appunto dal Crisolora) a Bartolomeo Aragazzi da Montepulciano e, pubblicamente, nel rinnovato Studium della Città Eterna. Nel 1435, a Firenze al seguito di papa Eugenio IV (1431-1447), prese parte ad una dotta discussione sulla natura della lingua degli antichi romani, discutendo con i maggiori intellettuali della sua epoca, ovvero Leonardo Bruni, Flavio Biondo, Antonio Loschi, Poggio Bracciolini e Andrea Fiocchi. Maritatosi con una tale Agnese da cui ebbe Paolo, Sigismondo, Agapito, Marcello e Brigida, Cencio Rustici morì a Roma prima del 24 luglio 1445, venendo sepolto nella basilica di Santa Maria sopra Minerva.
Dal punto di vista intellettuale, Cencio si distinse come commentatore delle opere classiche (la Rhetorica ad Herennium, il De oratore e il De officiis di Cicerone) ma anche come traduttore dal greco al latino di Plutarco (De virtute et vitio), di Elio Aristide (De Baccho) di Eschine (le Epistolae) e del De virtute dello psuedo-Platone. Fu anche autore, secondo Vespasiano da Bisticci, di poesie in latino e oratore per conto della corte pontificia. Infine, caratterialmente, «fu uomo di poche parole, di natura molto freddo, e per questa sua freddezza non dimostrava quello ch'egli era».